# Костабиссара
Костабиссара (итал. Costabissara) — коммуна в Италии, располагается в провинции Виченца области Венеция.
Население составляет 6039 человек (на 2004 г.), плотность населения составляет 437 чел./км². Занимает площадь 13 км². Почтовый индекс — 36030. Телефонный код — 0444.
Покровителями коммуны почитаются Пресвятая Богородица (Madonna di Monte Berico), празднование 8 сентября, и святой Георгий.